# Орловка (река, впадает в Пулозеро)
Орловка — река на Кольском полуострове, относится к бассейну Колы. Длина Орловки составляет 28 километров, площадь водосборного бассейна — 406 км².
Протекает по территории сельского поселения Пушной Кольского района и сельского поселения Ловозеро Ловозерского района.
Орловка вытекает из небольшого озера Коутъявр, в которое впадает река Чирмъйок. Высота истока — 230,1 метр над уровнем моря. Течёт в северо-западном направлении протекает через озеро Полмыкъявр, потом снова на северо-запад.
В среднем течении река проходит через три озера: Верхнее Орловское, Среднее Орловское и Нижнее Орловское. После озер на реке расположены две группы порогов. В низовье Орловка течёт на юго-запад. Впадает в залив Салма озера Пулозеро. Высота устья — 116,2 метра над уровне моря. Уклон реки — 4,1 м/км.
Принимает несколько притоков. Самым большим является река Махкйок (Криворечка), впадающая справа в среднем течении. Над рекой приложено два автомобильных моста.